# Copa del Món de Futbol de 1974 - Grup B
El Grup B de la Copa del Món de Futbol 1974, disputada a l'Alemanya Occidental, formava part de la segona fase de la competició. Estava compost per quatre equips, que s'enfrontaren entre ells amb un total de 6 partits. El més ben classificat va jugar la final, mentre que el segon va disputar el partit pel segon lloc.

## Integrants
El grup B està integrat per les seleccions següents:
| Alemanya Occidental | Iugoslàvia      | Suècia          | Polònia         |
| ------------------- | --------------- | --------------- | --------------- |
| (2n del Grup 1)     | (1r del Grup 2) | (2n del Grup 3) | (1r del Grup 4) |

## Classificació
| Pos | Equip               | PJ | PG | PE | PP | GF | GC | DG | Pts | Classificació                    |
| --- | ------------------- | -- | -- | -- | -- | -- | -- | -- | --- | -------------------------------- |
| 1   | Alemanya Occidental | 3  | 3  | 0  | 0  | 7  | 2  | +5 | 6   | Avança a la final                |
| 2   | Polònia             | 3  | 2  | 0  | 1  | 3  | 2  | +1 | 4   | Avança al partit pel tercer lloc |
| 3   | Suècia              | 3  | 1  | 0  | 2  | 4  | 6  | −2 | 2   |                                  |
| 4   | Iugoslàvia          | 3  | 0  | 0  | 3  | 2  | 6  | −4 | 0   |                                  |

## Partits

### Iugoslàvia vs Alemanya Occidental
| Iugoslàvia | 0–2     | Alemanya Occidental       |
| ---------- | ------- | ------------------------- |
|            | Informe | Breitner 39' · Müller 82' |

### Suècia vs Polònia
| Suècia | 0–1     | Polònia  |
| ------ | ------- | -------- |
|        | Informe | Lato 43' |

### Polònia vs Iugoslàvia
| Polònia                   | 2–1     | Iugoslàvia |
| ------------------------- | ------- | ---------- |
| Deyna 24' (p.) · Lato 62' | Informe | Karasi 43' |

### Alemanya Occidental vs Suècia
| Alemanya Occidental                                        | 4–2     | Suècia                     |
| ---------------------------------------------------------- | ------- | -------------------------- |
| Overath 51' · Bonhof 52' · Grabowski 76' · Hoeneß 89' (p.) | Informe | Edström 24' · Sandberg 53' |

### Polònia vs Alemanya Occidental
| Polònia | 0–1     | Alemanya Occidental |
| ------- | ------- | ------------------- |
|         | Informe | Müller 76'          |

### Suècia vs Iugoslàvia
| Suècia                        | 2–1     | Iugoslàvia |
| ----------------------------- | ------- | ---------- |
| Edström 29' · Torstensson 85' | Informe | Šurjak 27' |